# 滝沢武久
滝沢 武久（たきざわ たけひさ、1931年1月9日 - 2015年7月5日）は、日本の心理学者、翻訳家。電気通信大学名誉教授。

## 生涯
東京出身。東京大学教育学部卒。同大学院をへて、東京大学新聞研究所助手、新潟大学助教授、電気通信大学助教授、1975年教授。1995年定年退官、大妻女子大学教授。
1964年フランス政府招聘留学生としてパリ大学発達心理学研究室に留学 (1965年まで)。ピアジェの影響を受け、発達心理学や教育心理学を研究。
叙正四位。

## 著書
- 『授業と認識』（明治図書出版） 1962
- 『フランスの心理学と教育』（学芸書房） 1963
- 『教育的認識論』（明治図書出版、教育学術叢書） 1963
- 『子どもの思考のはたらき その成長のすじ道と導き方』（大日本図書、現代心理学ブックス） 1965
- 『現代心理学と授業改造』（明治図書出版） 1967
- 『児童心理学 思考の発達過程をめぐって』（恒星社厚生閣、現代心理学双書） 1969
- 『知能指数 発達心理学からみたIQ』（中公新書） 1971
- 『子どもの思考と認識 新しい発達心理学の視点から』（童心社、子どもの文化双書） 1977.4
- 『子どもの思考と知的発達』（ぎょうせい） 1978.10
- 『知的発達の心理学』（第三文明社、レグルス文庫） 1981.6
- 『知性の教育』（第一法規出版、教育学大全集17） 1981.11
- 『認知発達の心理学』（白水社） 1982.7
- 『子どもの思考力』（岩波新書） 1984.7
- 『ピアジェ理論からみた幼児の発達』（幼年教育出版） 1984.7
- 『子どもの思考と認知発達』（大日本図書、現代心理学ブックス） 1985.12
- 『ピアジェ理論の展開 現代教育への視座』（国土社、国土社の教育選書） 1992.9
- 『こころの病いと家族のこころ』（中央法規出版） 1993.10
- 『話しあい、伝えあう 子どものコミュニケーション活動』（金子書房、子どもの発達と教育） 1999.4
- 『ピアジェ理論からみた幼児教育 生きる力を培う「めざまし教育」』（幼年教育出版） 2002.7

### 共編著
- 『現代心理学ハンドブック』（津久井佐喜男, 世良正利共編、学芸書房） 1959
- 『子どものものの考え方』（波多野完治共著、岩波新書） 1963
- 『子どもが自立する時』（柴田義松共編、誠信書房） 1964
- 『教育心理学入門』（富田達彦共著、国土社） 1966
- 『講座 現代思考心理学』第1 - 3（明治図書出版） 1967
- 『現代の心理学』（柴田義松共編、明治図書出版、明治図書講座 現代科学入門7） 1967
- 『子どもの心』新版（波多野完治共著、大日本図書、心理学入門講座） 1968
- 『シリーズ・教育科学の新研究 6』（駒林邦男, 柴田義松共編、明治図書出版） 1968 - 1970
- 『中学生の思考と授業 イメージ化と思考の導入』（山形大学教育学部附属中学校共著、明治図書出版） 1968
- 『教科経営の創造 9』（竹内常一, 中内敏夫共編、国土社、教科経営シリーズ） 1968
- 『理科研究授業細案』（武村重和共編、明治図書出版、新学習指導要領の研究授業シリーズ） 1972
- 『人間の発達と学習 子どもの発達にとって教育とは何か』（山村賢明共編著、第一法規出版現代教育講座5） 1975
- 『児童心理学』（沢田慶輔共編、サイエンス社、サイエンスライブラリ心理学） 1980.3
- 『教育心理学用語辞典』（岸本弘共編、学文社） 1984.5
- 『思考力を高める操作学習』（福岡教育大学附属久留米小学校共著、明治図書出版） 1985.4
- 『教育心理学新講』（富田達彦共著、学文社） 1986.4
- 『精神保健と家族問題』（村田信男共編、中央法規出版、精神保健実践講座6） 1989.11
- 『精神保健行政と生活保障』（見浦康文共編、中央法規出版、精神保健実践講座8） 1990.2
- 『教授・学習の行動科学』（東洋共編、福村出版、応用心理学講座9） 1991.5
- 『自立への基礎づくり 主体的に学ぶ子どもたち』（東洋館出版社） 1991.12
- 『情報化時代の心理学』（八千代出版） 1994.5
- 『講座 子どもの発達・教育・臨床』1 - 3（八千代出版） 1996 - 1997
- 『発達と学習の心理』（柴田義松共編、学文社） 2002.4
- 『はじめての教育心理学』（八千代出版） 2003.5
- 『「めざましあそび」の保育実践』（幼年教育出版） 2004.8

## 翻訳
- 『現代教育論 下』（J・アルドワノ、岸田秀, 久米博共訳、東京大学出版会） 1970
- 『ピアジェ 人と思想』（ギイ・セルリェ、白水社、人間の科学叢書） 1975
- 『構造的思考』（ディーンズ、新数社、ディーンズ選集6） 1977.11
- 『創造性』（ミシェル=ルイ・ルーケット、高橋守雄共訳、白水社、文庫クセジュ） 1984.3
- 『正常と病理』（ジョルジュ・カンギレム、法政大学出版局、叢書・ウニベルシタス） 1987.12

### ジャン・ピアジェ
- 『知能の心理学』（ジャン・ピアジェ、波多野完治共訳、みすず書房、みすず・ぶっくす） 1960
- 『数の発達心理学』（J・ピアジェ, A・シェミンスカ、遠山啓, 銀林浩共訳、国土社） 1962
- 『量の発達心理学』（J・ピアジェ, B・インヘルダー、銀林浩共訳、国土社） 1965
- 『思考の心理学 発達心理学の6研究』（ジャン・ピアジェ、みすず書房） 1968
- 『判断と推理の発達心理学』（J・ピアジェ、岸田秀共訳、国土社） 1969
- 『構造主義』（ジャン・ピアジェ、佐々木明共訳、白水社、文庫クセジュ） 1970
- 『哲学の知恵と幻想』（ジャン・ピアジェ、岸田秀共訳、みすず書房） 1971
- 『発生的認識論』（ジャン・ピアジェ、白水社、文庫クセジュ） 1972
- 『創造的知能の開発』（ピアジェ・インヘルダー訪日講演集、三嶋唯義共訳、誠文堂新光社） 1972
- 『心理学と認識論』（ジャン・ピアジェ、誠信書房、誠信ピアジェ選書） 1977.3
- 『思考の誕生 論理操作の発達』（J・ピアジェ、朝日出版社、エピステーメー叢書） 1980.7

### アンリ・ワロン
- 『科学としての心理学』（アンリ・ワロン、誠信書房） 1960
- 『認識過程の心理学 行動から思考への発展』（アンリ・ワロン、大月書店） 1962
- 『精神病理の心理学 異常心理と正常心理の弁証法的把握』（アンリ・ワロン、大月書店） 1965
- 『応用心理学の原理』（ワロン、明治図書出版） 1966
- 『子どもの思考の起源』（アンリ・ワロン、岸田秀共訳、明治図書出版） 1968

## 論文
- 「ジャン・ピアジェ (Jean Piaget) - 人と業績」『教育心理学研究』第4巻4号 (1957)
- 「アンリ・ワロン - ピアジェ・ワロン論争」波多野完治らと共著『カリキュラム』第97号 (1957)
- 「心理学の諸学派が教育心理学に果たした役割 6. 機能主義心理学」『現代教育心理学大系 1. 総論』中山書店 (1958)
- 「教育学研究と心理学」『教育学研究』第40巻4号 (1973)
- 「発達段階をどう考えるか」『岩波講座子どもの発達と教育 3. 発達と教育の基礎理論』岩波書店 (1979)
- 「子どもの自然認識」森川久雄編『教育学講座 12.理科教育の理論と構造』学習研究社 (1979)
- 「フランスの発達心理学 - ピアジェ派心理学を中心に -」『児童心理学の進歩・第26巻』金子書房 (1987)
- "The expansion and influence of Piagetion theory on education in Japan". Prospects, Vol.26 No.1 (1996)

## 参考サイト
- 日本人名大辞典：コトバンク　滝沢武久（読み）たきざわ たけひさ　デジタル版 日本人名大辞典+Plus「滝沢武久」の解説